# لهجة العمارة
لهجة العمارة أو اللهجة الميسانية أو العمارچية هي لهجة عربية عراقية منتشرة في اهوار العراق ومنها العمارة (ميسان) تتمتاز هذه اللهجة بقربها للفصيح مع تغيير بعض الحروف وتُشابِه اللهجة البصرية الحديثة بسبب الهجرة من الريف إلى المدينة.

## الحروف المتغيرة
تغير حرف القاف إلى غين مثل (قاسم) تصبح (غاسم)، أو العكس مثل (غاز) تصبح (قاز)، والقاف إلى جيم مثل (قاسم) تصبح (غاسم)، و (جاسم) تصبح (ياسم) و (جبار) تصبح (يبار) لكن تغيير القاف مع الغين والجيم مع الياء فقط في بعض نواحي المحافظة. تغيّر ترتيب الحروف في الكلمة أو حذف بعض الحروف وذلك من أصلها التركي أو العربي أو الفارسي.

## المرفقات للكلمات
يستخدم مقطع (چي) في نهاية أيّ كلمة لتصبح مهنة، مثل: گول (المرمى | Goal) تصبح گولچي (حارس المرمى | Goalkeeper) ‌‌‌وغيرها، حتى أن هذا المقطع يستخدم في أغلب المحافظات الأخرى.

## معجم الكلمات

### حرف الالف
أوادم: جمع آدمي بلهجة أهل الريف في العراق
أَفَنْدي: الشخص المحترم
أريحي: الشخص المحب للنكتة
اروحلِچ فِدوة: وللمذكر أروحلَك فِدوة: تعني فداك الروح
إشبيچ: وللمذكر إشبيك وتعني ماذا بك
إشلونِچ: وللمذكر إشلونَك: وتعني كيف حالك
شگاعِد تسَّوّي: ماذا تفعل (حالياً)
امداك للمذكر امداج للمؤنث:تبا لك
هُواي: الكثير
أبو الحصين: (الثعلب)
أبو سِرْحان: (الذئب)
أبو خميس: (الأسد)
أم سبعة وسبعين: سميت هكذا على عدد الأرجل التي في جسمها (أم اربعة وأربعين)

### حرف الباء
براحتك: كيف ما تريد
بعد روحي: وهذه الكلمة تشتهر بها أهالي النجف وكذلك يقولون (بعد ارويحتي) وتعني ياعدل روحي
باچر: غداً
بَنچرچي: العامل الذي يصلح عجلات السيارة
بعد عيني: ياعدل عيني
بَزّاز: بائع القماش أو يقال أيضاً القَمّاش
باوِعْلي: انظر لي
باوعْ إهنا: انظر إلى هنا
الكِلاش: نعال جلد

### حرف التاء
تعبان: يشعر بالتعب
تايه: يعني ضائع
تمن: الرز
تريد: ترغب
تشريب: اكله جنوبية
تروح: تذهب
تمشي: تأتي
توثية.عصا غليظة تتخذ من شجرة التوت
تگدر: تستطيع

### حرف الثاء
ثلاجه: تعني البراد
ثنية: تعني مقدمة البيت عند باب البيت

### حرف الجيم و (چ)
چلَّبِت: شخص مستفز أطال في ترديد الكلام أو لا يريد الانصراف، يقال له (چلَّبِت؟)، بمعنى (نِشَبْت؟) باللهجة السّعودية
چَرچَف: القماش الذي يوضع على الأسِرّة
چَف: كَف اليد
چِف‍ْچير: هي إحدى ادوات المطبخ العراقي.
جِيب: فعل أمر من جاء، تعني أجلب أو أحضِر
چايچي: بائع الشاي (چاي + چي)
جام: الزجاج
إچْمالة: جزء صغير زيادة
چفوف: قفازات

### حرف الحاء
حَيّال: المخادع
حمامچي: صاحب الحمام ويضاً تلفظ (مطيرچي، مطير +چي)
حمّال: العامل الذي يحمل الأشياء بالأجرة

### حرف الخاء
خوش: وتعني جيد أو طيب
خلي: دع أو أترك
خشم: يعني أنف

### حرف السين
سيان: طين اسود

### حرف الشين
شربت: العصير
شقندحي: الشخص المحب للنكتة
شمدريني: ما ادراني
شمعرفني: لا اعرف شيء
شَكو: ماذا جرى
شصار: ماذا حدث
شبيك: ماذا بك

### حرف الصاد
صرماية: الذخيرة
صوچ: تعني الذنب
صوبة: مدفئة نفطية
صاية: وهي إحدى لباس الرجل في جنوب العراق

### حرف الطاء
طابوگة: الحجر الذي يستخدم في البناء
طلي. الخروف
طرگاعه: المصيبة
طابو. بناية العقارات
طرشي: الخضروات المخلله

### حرف القاف
ق‍مچي: تستعمل لضرب الخيول والحيوانات
قبانچی: الشخص الذي يوزن البضاعة
قلمچي: تاجر التبغ
قندرچي: الشخص الذي يصنع الأحذية
قصر: البيت الكبير
قندره: حذاء

### حرف العين
عرگچينة: وهي تلبس من قبل الرجال تحت الشماغ والغترة
عزّة: تعني العزاء، تقال بنبرة التَّعَجُّب
عالكيف: حسب المرام
على شنو: على ماذا

### حرف الكاف
كافي: من الأكتفاء
كلشي: كل الأشياء، وأي شيء (في سياق النفي)
كرش: البطن الكبيرة
كليچة: نوع من أنواع الكعك
كلاوجي: شخص يضحك على الناس ويخدعهم
گرايب: أي الأقرباء
گولچي: حارس المرمى
كِشمِش: أي الزبيب الجاف
گاع: الأرض

### حرف اللام
لوتي: أي مخادع
ليش: لماذا
ليوين: إلى أين

### حرف الميم
ما ادري: لاعلم
مغازچي: بائع الكراسي والمناضد المرايا واللوازم المنزلية
ما اريد: لا ارغب

### حرف النون
نزل: مستأجري قسم من البيت مع اصحاب الدار
نونة: دائرة صغيرة سوداء ترسم بين الحاجبين

### حرف الهاء
هوسه: ضجيج
هسه: اختصار ل"هذه الساعة" اي معناها في هذه الساعة
هيج: هكذا

### حرف الواو
واشي: النمام
وينچ: أو وينك : اين أنت
وَلّي : فعل أمر من وَلَّى بمعنى إنصَرِف
وين : اين